# Казанджян, Габриэль
Габриэль Казанджян (англ. Gabriel M. Kazanjian) — американский изобретатель армянского происхождения, создатель фена.

## История
В 1888 году французский изобретатель—парикмахер Александр—Фердинанд Годфруа запатентовал прототип не портативного салонного фена для сушки волос — это приспособление должно было быть подключено «к любому подходящему обогревателю» (например к дымоходу газовой плиты), который направлял бы горячий воздух по трубе к куполу, окружавшему голову женщины.
В 1911 году Габриэль Казанджян получил первый патент на ручной фен в США, а в 1920-х годах на рынке появились ранние переносные металлические модели.
Изначально, фен Казанджяна был медленно работающим, тяжелым устройством (с весом около двух фунтов), склонным к перегреву, было много случаев поражения электрическим током. В 1911—1920 годы вместе с Казанджяном множество изобретателей работали над совершенствованием внешнего вида прототипа фена, после чего устройство вышло сперва на американский, затем уже и на мировой рынок.